# Fall Guys
Fall Guys — компьютерная многопользовательская игра, разработанная британской студией Mediatonic и изданная компанией Devolver Digital. Проект был анонсирован в 2019 году в рамках выставки E3. Выход игры состоялся в 2020 году на платформах Windows и PlayStation 4.

## Игровой процесс
Fall Guys — игра в жанрах королевской битвы, платформера и аркадной игры. В одном матче может принимать участие до 32 игроков. Каждый матч разбит на несколько раундов. В каждом раунде игроки в ходе участия в мини-играх должны выполнить определённую задачу, при этом часть игроков, которые не выполнили или не успели выполнить условия игры, выбывает. Данные мини-игры могут быть как индивидуальными, так и требующими выполнения задачи в командах из нескольких игроков, которых в зависимости от мини-игры может быть от двух до четырёх. Мини-игры могут иметь разные условия победы и поражения, например: добраться до финиша раньше, чем определённый процент игроков, оставаться на уровне определённый промежуток времени, забить наибольшее количество мячей другой команде и т. д. Игра продолжается до тех пор, пока в финальном раунде не останется один участник.

## Разработка и выпуск
Игра была анонсирована 9 июня 2019 года в рамках E3 2019, где в качестве платформ были названы ПК под управлением Windows и приставка PlayStation 4. Изначально выход игры был намечен на начало 2020 года, но впоследствии был отложен до лета. Позже, в рамках трансляции Devolver Direct 2020, было объявлено, что выход игры состоится 4 августа.
2 марта 2021 года студия Mediatonic была куплена компанией Epic Games. Вместе с этим Mediatonic заявила, что хочет встроить в игру систему аккаунтов, кроссплей и новые режимы.
21 июня 2022 года Mediatonic и Epic Games одновременно с релизом игры на Xbox One, Xbox Series X/S и Nintendo Switch перевели игру на free-to-play модель. Также для PlayStation 5 была выпущена специальная версия с улучшенной графикой и эффектами для DualSense. Игра была удалена из Steam, однако те, кто её там приобрёл, по-прежнему смогут играть и получать обновления. Кроме того, игра была переименована в Fall Guys, лишившись при этом подзаголовка Ultimate Knockout.
16 августа 2024 года вместе с запуском Epic Games Store для iOS на территории Евросоюза игра была выпущена для мобильных устройств.

## Восприятие
| Сводный рейтинг       | Сводный рейтинг          |
| Агрегатор             | Оценка                   |
| --------------------- | ------------------------ |
| Metacritic            | (PC) 79/100 (PS4) 80/100 |
| Иноязычные издания    |                          |
| Издание               | Оценка                   |
| Destructoid           | 8/10                     |
| Game Informer         | 8,75/10                  |
| GamePro               | 80/100                   |
| GameRevolution        | 3,5/5                    |
| GameSpot              | 7/10                     |
| GamesRadar+           | 4,5/5                    |
| GameStar              | 78/100                   |
| IGN                   | 8/10                     |
| Jeuxvideo.com         | 15/20                    |
| PC Gamer (UK)         | 80/100                   |
| Polygon               | Рекомендовано            |
| USgamer               | [ 24 ]                   |
| PC Games              | 8/10                     |
| The Guardian          | [ 26 ]                   |
| Push Square           | [ 27 ]                   |
| Русскоязычные издания |                          |
| Издание               | Оценка                   |
| 3DNews                | 8/10                     |
| Gameplay              | 7/10                     |
| PlayGround.ru         | 8,5/10                   |
| StopGame.ru           | Похвально                |

Fall Guys получила в целом положительные отзывы от критиков. Средний балл ПК-версии на агрегаторе оценок Metacritic составил 79 баллов из 100, версии для PlayStation 4 — 80 баллов.
На момент выпуска игра пользовалась популярностью как у игроков, так и у зрителей стриминговых сервисов. Так, на следующий день после запуска пиковое количество одновременно играющих пользователей в сервисе Steam превысило 80 000 человек, а общее количество игроков на обеих платформах составило более 1,5 миллиона. В день релиза стримы по игре в сервисе Twitch одновременно смотрели более 500 000 человек, что позволило игре стать самой просматриваемой в этот день. Менее чем через одну неделю в Steam было продано более 2 миллионов копий.
Fall Guys часто сравнивают с Among Us, поскольку они обе являются онлайновыми играми, которые приобрели большую популярность во время пандемии COVID-19.